# The Hitchhiker's Guide to the Galaxy (série radiophonique)
Pour les articles homonymes, voir The Hitchhiker's Guide to the Galaxy.
The Hitchhiker's Guide to the Galaxy est une série radiophonique de science-fiction britannique écrite par Douglas Adams (avec des contributions de John Lloyd pour la première saison). Diffusée au Royaume-Uni par la BBC en 1978, elle est peu de temps après diffusée en onde courte sur le réseau radiophonique de BBC World Service en 1978. En mars 1981, le programme est diffusé aux États-Unis sur la radio publique nationale National Public Radio, et est rediffusé en septembre de la même année. L'usage que fait la série de la musique et des effets sonores était novateur, et a reçu de nombreuses récompenses.
La série originale est constituée de douze épisodes diffusés entre 1978 et 1980.
La série radio a connu un énorme succès, et est à la base d'un véritable phénomène culturel qui s'est ensuite décliné sous la forme de livres (cinq tomes publiés en France chez Folio SF), d'une série télé (BBC, 1981), d'un jeu vidéo (Infocom, 1985), de bandes dessinées (DC Comics, 1994) ou encore d'un film (H2G2 : le Guide du voyageur galactique, 2005).
En 2004 et 2005, Dirk Maggs adaptera les trois derniers tomes du cycle Le Guide du voyageur galactique pour BBC Radio 4 avec dix-huit nouveaux épisodes.

## Développement
Douglas Adams avait déjà écrit plusieurs sketches pour des programmes radio de la BBC produits par Simon Brett. En février 1977, on lui demande de présenter une idée pour un sitcom radio. Dans une interview, Adams a plus tard déclaré que quand Brett lui avait proposé d'écrire une série radio comique de science-fiction, il était "tombé de sa chaise", parce que c'était ce pour quoi il bataillait depuis de nombreuses années. Adams écrit les premières ébauches de la série en février 1977.
Selon l'idée originale, chaque épisode de la série se serait terminé par la destruction de la planète Terre, d'une manière à chaque fois différente. Elle se serait alors intitulée The Ends of the Earth (littéralement, "Les Fins de la Terre"). Pendant l'écriture du premier épisode, Adams réalise qu'il a besoin d'un personnage qui sait ce qui va arriver à la Terre avant les autres personnages. Se remémorant une idée qu'il aurait eue lorsqu'il était allongé, ivre, dans un champ à Innsbruck en 1971, il décide de faire de ce personnage un journaliste itinérant pour le Guide du voyageur galactique (en langue originale, le titulaire Hitchhiker's Guide to the Galaxy), une encyclopédie et guide de voyage pan-galactique. Selon plusieurs de ses amis, Adams aurait mentionné l'idée d'"auto-stop à travers la galaxie" pour la première fois pendant des vacances en Grèce, en 1973.
Au fil de l'écriture du premier épisode, le Guide devient le point central de son histoire, et Adams décide d'écrire le reste de la série autour de cette idée, ne conservant finalement que la destruction initiale de la Terre de sa proposition originale pour The Ends of the Earth. Dans l'ébauche de février 1977, le personnage d'Arthur Dent s'appelle "Aleric B", la blague reposant sur le fait que l'audience parte du principe que le personnage est, lui aussi, un alien.,
Un épisode pilote est commandé le 1er mars 1977, et achevé d'enregistrer le 28 juin. Le 31 août 1977, une saison de six épisodes au total est commandée (avec cinq nouveaux épisodes en plus du pilote). Cependant, entre-temps, Simon Brett a quitté la BBC; Geoffrey Perkins reprend la production pour les cinq derniers épisodes de la première saison. Adams, qui a été engagé pour l'écriture d'une série d'épisodes de Doctor Who, engage son ami et colocataire John Lloyd pour l'aider à écrire les deux derniers épisodes de la saison. La production de la saison se termine le 3 mars 1978.

## Adaptation française
En 1995, Nicolas Botti traduit, met en ondes et coproduit Le guide galactique, une adaptation amateur mais officielle des douze épisodes de la série originale de BBC Radio 4. La série a été diffusée sur les ondes de Fréquence Mutine, une radio associative brestoise.